# 劳彭城堡

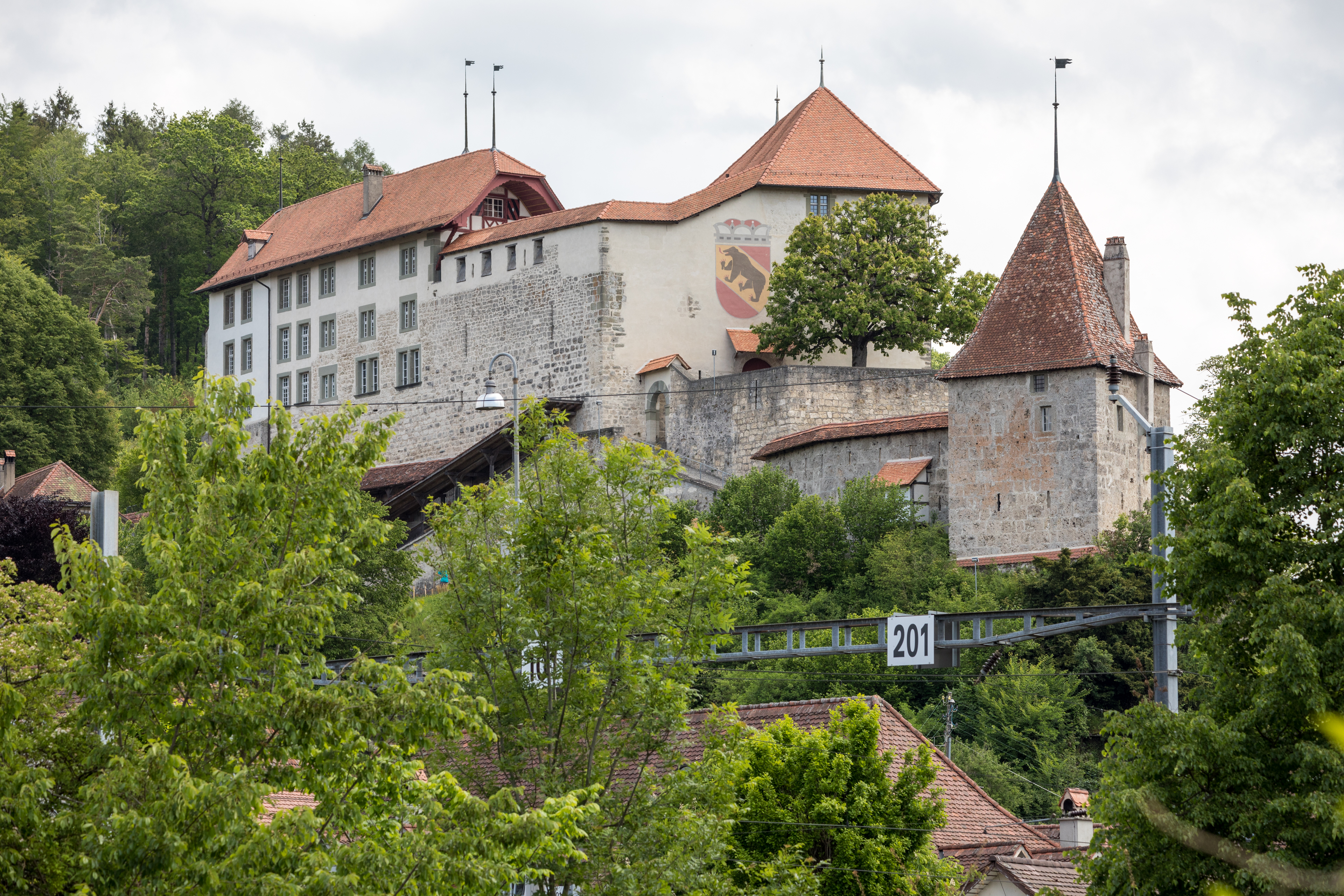
劳彭城堡

劳彭城堡（德語：Schloss Laupen) 是位于瑞士伯尔尼州劳彭的一座城堡。现为国家重要文化财产。

## 位置
劳彭城堡坐落在薩訥河的支流森瑟河畔的一座高耸的尖岩之上。

## 历史
劳彭最早的防御工事建于10至13世纪之间，由住宅、地牢、围墙和盾墙组成。勃艮第第二王国时期，这里是鲁道夫王室的居所之一。此后，成为齐林根家族的一处县治所。
齐林根家族绝嗣后，基堡伯爵家族于1253年收购了这座城堡。然而，不久后的1263年，凯堡家族也断绝。城堡和领地成为哈布斯堡家族和萨伏伊家族争夺的对象。最终，哈布斯堡家族获得了胜利，并于1269年任命城堡的地方代理，1300年开始由一名帝国執事代理。1310年，城堡和领地于被皇帝亨利七世抵押，1324年归伯尔尼所有。劳彭从此成为伯尔尼的第一处管辖区。1339年，伯尔尼联合旧瑞士邦联在城下与哈布斯堡支持的弗里堡军队激战，最终获胜。是为劳彭战役。
2012年起，城堡由“劳彭城堡基金会”管理。内有一座劳彭城堡博物馆对游客开放。